# Olimpia Górska-Żukowska
Olimpia Górska-Żukowska (ur. 1973 w Krakowie) – polska dziennikarka telewizyjna, wykładowca akademicki, doktor nauk społecznych w dyscyplinie nauki o komunikacji społecznej i mediach, adiunkt w Instytucie Dziennikarstwa, Mediów i Komunikacji Społecznej Uniwersytetu Papieskiego Jana Pawła II, członkini Komisji Medioznawczej Polskiej Akademii Umiejętności.

## Życiorys
Jest absolwentką Uniwersytetu Jagiellońskiego. W 2021 uzyskała stopień doktora nauk społecznych na Wydziale Dziennikarstwa, Informacji i Bibliologii Uniwersytetu Warszawskiego.
Pracę w mediach rozpoczęła od Gazety Krakowskiej i Radia Kraków (1993–1998). Odbyła staż w polskiej sekcji BBC World Service w Londynie w latach 1998–1999.
Karierę telewizyjną rozpoczęła w TVN, w redakcji zagranicznej Faktów w Warszawie. W 2001 roku przeszła do Wiadomości, gdzie formalnie pozostając zatrudnioną w redakcji zagranicznej INFOTAI od września 2003 była prezenterką bocznych wydań (m.in. w trakcie programu Kawa czy herbata?) oraz przygotowywała materiały m.in. z Watykanu i szczytów UE. Przez krótki czas nadawała także korespondencje z Londynu. W 2005 podjęła pracę w Panoramie w TVP2, została prezenterką tej audycji, ponownie od stycznia 2010. W TVP Info została prezenterką audycji Raport z Polski. Następnie podjęła pracę w TVP3 Kraków, gdzie została prezenterką Kroniki (od października 2007), prowadziła także programy publicystyczne (m.in. Tematy dnia) i społeczne (Otwórzcie drzwi). W 2024 roku powróciła do TVP Info, gdzie prowadzi serwisy informacyjne a następnie do TVP3 Kraków gdzie prowadzi główne i wieczorne wydania Kroniki.

## Nagrody
W 2008 w trakcie XV Przeglądu i Konkursu Dziennikarskiego Oddziałów Terenowych TVP zespół redakcyjny Kroniki otrzymał Grand Prix w kategorii „najlepszy program informacyjny”, a Olimpia Górska otrzymała II nagrodę w kategorii „najlepsza(y) prezenterka/prezenter”. W 2010 w trakcie XVI Przeglądu i Konkursu Dziennikarskiego Oddziałów Terenowych TVP zespół redakcyjny Kroniki otrzymał Grand Prix w kategorii „najlepszy program informacyjny”, a Olimpia Górska otrzymała ex aequo równorzędną nagrodę „najlepszy prezenter”. W 2015 uhonorowana indywidualną nagrodą najlepszej prezenterki programów regionalnych TVP. 
W 2016 w trakcie XXIII Przeglądu i Konkursu Dziennikarskiego Oddziałów Terenowych TVP zespół redakcyjny Kroniki po raz kolejny otrzymał nagrodę w kategorii „najlepszy program informacyjny” w trakcie XV Przeglądu i Konkursu Dziennikarskiego Oddziałów Terenowych TVP, a Olimpia Górska i Urszula Drukała zostały nagrodzone jako realizatorki programu Otwórzcie drzwi (dotyczącego Światowych Dni Młodzieży 2016).